# Starcrash
Starcrash is een sciencefictionfilm uit 1978, geregisseerd door Luigi Cozzi en met in de hoofdrollen Marjoe Gortner, Caroline Munro, David Hasselhoff, Joe Spinell en Christopher Plummer. De film wordt algemeen beschouwd als een poging om te profiteren van het succes van Star Wars en is een coproductie tussen Italië en de Verenigde Staten. De opnames vonden plaats in de Cinecittà-studio's in Rome, en de filmmuziek werd gecomponeerd door John Barry. Ondanks negatieve recensies bij de release heeft de film een cultstatus verworven.

## Verhaal
In een melkwegstelsel ver weg zoekt een ruimteschip naar de kwaadaardige graaf Zarth Arn. Bij nadering van een planeet wordt het schip aangevallen door een mysterieus wapen dat de bemanning krankzinnig maakt. Drie ontsnappingscapsules worden gelanceerd, maar het schip stort neer op de planeet en wordt vernietigd.
Ondertussen worden smokkelaars Stella Star en Akton achtervolgd door de keizerlijke ruimtepolitie, geleid door robotsheriff Elle en politiechef Thor. Ze ontsnappen door in hyperspace te springen en ontdekken een ontsnappingscapsule van het eerder vernietigde schip. Ze worden echter gevangengenomen en veroordeeld tot dwangarbeid. Na een tijd worden ze vrijgelaten door de keizer, die hen de opdracht geeft om de overlevenden te vinden en het wapen van Zarth Arn te vernietigen.
Tijdens hun missie bezoeken ze verschillende planeten, ontmoeten ze Amazonevrouwen en vechten ze tegen robots en monsters. Uiteindelijk ontdekken ze dat de zoon van de keizer, prins Simon, een van de overlevenden is. Samen confronteren ze Zarth Arn en vernietigen ze zijn wapen, waardoor de vrede in het melkwegstelsel wordt hersteld.

## Rolverdeling
| Acteur              | Personage       |
| ------------------- | --------------- |
| Caroline Munro      | Stella Star     |
| Marjoe Gortner      | Akton           |
| David Hasselhoff    | Prins Simon     |
| Christopher Plummer | De Keizer       |
| Joe Spinell         | Graaf Zarth Arn |
| Robert Tessier      | Thor            |
| Nadia Cassini       | Corelia         |
| Judd Hamilton       | Elle            |

## Productie
De film werd onafhankelijk geproduceerd door Nat en Patrick Wachsberger en opgenomen in de Cinecittà-studio's in Rome. Het beperkte budget resulteerde in speciale effecten die als inferieur werden beschouwd in vergelijking met andere sciencefictionfilms uit die tijd. Desondanks heeft de film een cultstatus gekregen vanwege zijn campy stijl en creatieve ontwerpkeuzes.

## Muziek
De soundtrack van Starcrash werd gecomponeerd door John Barry, bekend van zijn werk voor de James Bond-films. De muziek werd in december 2008 in beperkte oplage uitgebracht en bevat 14 nummers, waaronder het hoofdthema en verschillende stukken die de verschillende scènes in de film begeleiden.

## Ontvangst
Bij de release op 10 december 1978 ontving Starcrash over het algemeen negatieve recensies van critici, die de film beschouwden als een inferieure imitatie van Star Wars. Ondanks deze kritieken heeft de film in de loop der jaren een cultstatus verworven en wordt hij gewaardeerd om zijn campy charme en nostalgische waarde.